# The Voices
The Voices ist eine US-amerikanisch-deutsche Schwarze Komödie aus dem Jahr 2014.
Regie führte Marjane Satrapi, die als Autorin und Zeichnerin der Graphic Novel Persepolis bekannt wurde. Das Drehbuch der blutigen, makaberen Horrorkomödie stammt von Michael R. Perry. Die Hauptdarsteller sind Ryan Reynolds, Gemma Arterton, Anna Kendrick und Jacki Weaver. Der Film hatte seine Weltpremiere am 19. Januar 2014 auf dem Sundance Film Festival 2014.

## Handlung
Jerry ist ein Optimist, der an paranoider Schizophrenie erkrankt und daher in psychotherapeutischer Behandlung ist. Er arbeitet in einer Badewannenfabrik und lebt alleine in einer Wohnung über einer Bowlingbahn. In seinen Halluzinationen führt er häufig Gespräche mit seinem Hund Bosco und seinem Kater Mr. Whiskers, die sein Denken und Handeln manipulieren. Dabei stellt der Hund die gute und gewissenhafte Seite seiner Persönlichkeit dar, der Kater hingegen eher die dunkle und triebhafte Seite seines Unterbewusstseins. Eines Tages lobt ihn sein Vorgesetzter für seine Arbeit und wählt ihn aus, bei der Organisation eines Mitarbeiter-Barbecues zu helfen. Während der Vorbereitungen trifft er auf Fiona, eine britischstämmige Arbeitskollegin aus der Buchhaltung und bittet sie um ein Date. Aus der Stimmung des Augenblicks heraus sagt sie zu, bereut das aber später und versucht, ihm aus dem Weg zu gehen. Am Tag des Dates in einem Chinarestaurant sagt sie Jerry, bewusst nach Dienstschluss, das Date auf seiner Mailbox ab und geht mit einer Kollegin zu einer Karaoke-Party. Jerry bekommt die Nachricht nicht rechtzeitig und verbringt den Abend allein und frustriert im Restaurant.
Nach der Party ist Fiona nicht in der Lage, alleine nach Hause zu kommen, da ihr Auto und das Mobiltelefon defekt sind. Auf der Rückfahrt vom Restaurant findet Jerry sie zufällig trampend am Straßenrand und bietet ihr an, sie nach Hause zu bringen. Aus schlechtem Gewissen gegenüber Jerry schlägt sie vor, das verpasste Date trotz der fortgeschrittenen Stunde in einem Diner nachzuholen. Jerry willigt ein. Der Weg dorthin führt durch ein abgelegenes Waldgebiet. Jerry ist durch die attraktive Fiona beim Fahren derart abgelenkt, dass er nicht auf die Straße achtet, frontal mit einem Hirsch kollidiert und das Tier mit dem Kopf durch die Windschutzscheibe von Jerrys PickUp-Truck schlägt. Fiona reagiert beim Anblick des blutenden Tiers hysterisch. Jerry aber glaubt, der Hirsch spreche zu ihm und bitte ihn darum, ihn von seinen Schmerzen und seinem Leiden zu erlösen. Im Glauben etwas Gutes zu tun, schneidet Jerry vor der entsetzten Fiona dem vermeintlich leidenden Tier die Kehle durch. Verstört rennt Fiona daraufhin in den Wald, um ihm zu entkommen. Jerry folgt ihr, da er befürchtet, sie könne sich in der Nacht in der Wildnis verlaufen. Sie stolpert und er holt sie ein. Dabei stolpert er ebenfalls und verletzt sie versehentlich mit dem Messer, das er immer noch in der Hand hält. Er entschuldigt sich dafür, dass er ihr weh getan hat und tötet sie durch einen Stich ins Herz, um sie ebenfalls von ihrem Leiden zu erlösen. Danach sticht er noch mehrfach auf ihren Körper ein.
Zurück in seinem Haus, fordert ihn Bosco auf, zur Polizei zu gehen und zu gestehen, wie es zu dem Vorfall gekommen ist. Auf der anderen Seite sagt ihm Mr. Whiskers, dass Töten keine Schande sei, aber besteht darauf, dass Jerry sich nicht bei der Polizei meldet und die Leiche entsorgt, um nicht aufgrund von Spuren als Mörder ermittelt zu werden. Jerry holt die Leiche aus dem Wald in seine Wohnung, zerstückelt sie, verpackt die Leichenteile in Kunststoffdosen und stellt ihren abgetrennten Kopf in seinen Kühlschrank. Fionas Kopf fängt nun an, mit ihm zu sprechen und vergibt ihm die Tat, besteht jedoch darauf, dass er seine Medikamente nimmt, um sein Verhalten zu beenden. Jerry nimmt seine Tabletten und wird daraufhin von Erinnerungen aus seiner Kindheit geplagt. Als er in der Nacht aufwacht, hat er keine Halluzinationen mehr – seine Haustiere können nicht mehr mit ihm sprechen, seine Wohnung ist vollkommen verwahrlost und Fionas Kopf ist kalt und verwest. In Panik spült er die Tabletten im Waschbecken hinunter, seine Halluzinationen kehren wieder und sein Leben ist wieder glücklich wie zuvor. Fiona versucht Jerry zu überreden, ihr eine Freundin zu beschaffen, da es im Kühlschrank so einsam sei. Er soll also noch jemanden töten, aber Jerry weigert sich zunächst. Auf wachsenden Druck von Mr. Whiskers und Fiona hin ändert er schließlich seine Haltung.
Jerry bittet Lisa, eine Kollegin Fionas, um ein Date. Er bringt sie in sein verlassenes Elternhaus, um sie dort zu töten. Dort wird offenbar, dass seine Mutter ebenfalls psychisch erkrankt war. Als ein Krankenwagen sie wieder einmal in die Psychiatrie abholen sollte, versuchte sie vergeblich, sich die Halsschlagader mit einer Glasscherbe zu durchschneiden. Sie bettelte schließlich Jerry an, ihr zu helfen und ihr Leiden zu beenden, was er auch tat und anschließend völlig verstört von der Polizei im Schlafzimmer zusammen mit ihrer Leiche aufgefunden wurde. Jerry beginnt zu weinen, Lisa will ihn trösten und küsst ihn. Sie gehen zu ihr nach Hause und verbringen die Nacht miteinander. Als Jerry nach Hause zurückkehrt, setzen ihn Mr. Whiskers und Fiona weiterhin unter Druck, jemanden zu töten.
Lisa findet Jerrys Adresse heraus und bringt ihm ein Geschenk. Als Jerry sich dabei versehentlich aus der Wohnung ausschließt und versucht, durch eine Dachluke wieder hinein zu kommen, schafft es Lisa, die Tür zu öffnen. Sie läuft durch seine verwahrloste Wohnung und findet den Kopf von Fionas Leichnam. Jerry ist untröstlich, dass sie seine Privatsphäre verletzt, aber trotz des Drucks von Mr. Whiskers weigert er sich, sie zu töten. Lisa schlägt vor, alles was geschehen ist, zu vergessen. Nachdem sie sich bei dem Versuch, aus der Wohnung zu fliehen, in seinem Schlafzimmer einsperrt, bricht er die Tür auf und wirft sie beim Versuch zu fliehen auf sein Bett. Dabei bricht er ihr versehentlich die Brustwirbelsäule und sie kann sich nicht mehr bewegen. Schließlich tötet er auch sie und zerstückelt ihren Körper. Er stellt ihren Kopf neben Fionas Kopf in den Kühlschrank. Kollegen der beiden Frauen fällt mittlerweile auf, dass Fiona und Lisa verschwunden sind. Als Alison, eine weitere Kollegin, zu Jerry nach Hause geht, um ihn zu fragen, ob er weiß, wo sie sind, tötet und zerstückelt er auch sie.
Jerry gesteht seine Taten seiner Therapeutin Dr. Warren. Sie versucht die Polizei zu verständigen, aber er nimmt sie als Geisel, um sie zu zwingen, ihm zu helfen. Sie kann ihn zunächst beruhigen und zeigt Verständnis, wodurch er sich besser fühlt. Inzwischen haben sich zwei weitere Arbeitskollegen auf die Suche nach den verschwundenen Frauen begeben. Während John im Auto wartet, bricht Dave in Jerrys Wohnung ein und findet die Überreste von Lisa, Fiona und Alison. Dave und John alarmieren die Polizei. Jerry kehrt mit seiner Geisel Dr. Warren zurück nach Hause. Das Haus wird inzwischen von der Polizei umstellt, und der Zugriff vorbereitet. Jerry flieht durch einen Lüftungsschacht hinunter in die Bowlingbahn. Dabei kommt es zu einem Bruch der Gasleitung. Bosco and Mr. Whiskers werden gerettet und in ein Tierheim gebracht, Dr. Warren wird in ein Krankenhaus eingeliefert. Die Polizei bricht wegen des Gaslecks den Zugriff ab, was letzten Endes die Ursache für eine gewaltige Explosion ist. Jerry legt sich letztendlich auf der Bowlingbahn zum Sterben hin und erstickt an den Rauchgasen.
In einem weißen Nichts treffen Bosco und Mr. Whiskers aufeinander. Sie gestehen, dass sie trotz ihrer gegensätzlichen Überzeugungen einander mochten, bevor sie getrennte Wege gehen. Jerry erscheint und trifft auf seine Eltern, Lisa, Fiona, Alison und Jesus. Sie tanzen und singen zusammen.

## Synchronisation
| Rollenname         | Schauspieler     | Synchronsprecher      |
| ------------------ | ---------------- | --------------------- |
| Jerry Hickfang     | Ryan Reynolds    | Dennis Schmidt-Foß    |
| Fiona              | Gemma Arterton   | Maria Koschny         |
| Lisa               | Anna Kendrick    | Anne Helm             |
| Dr. Warren         | Jacki Weaver     | Katarina Tomaschewsky |
| Sheriff Weinbacher | Stanley Townsend | Marco Kröger          |

## Produktion

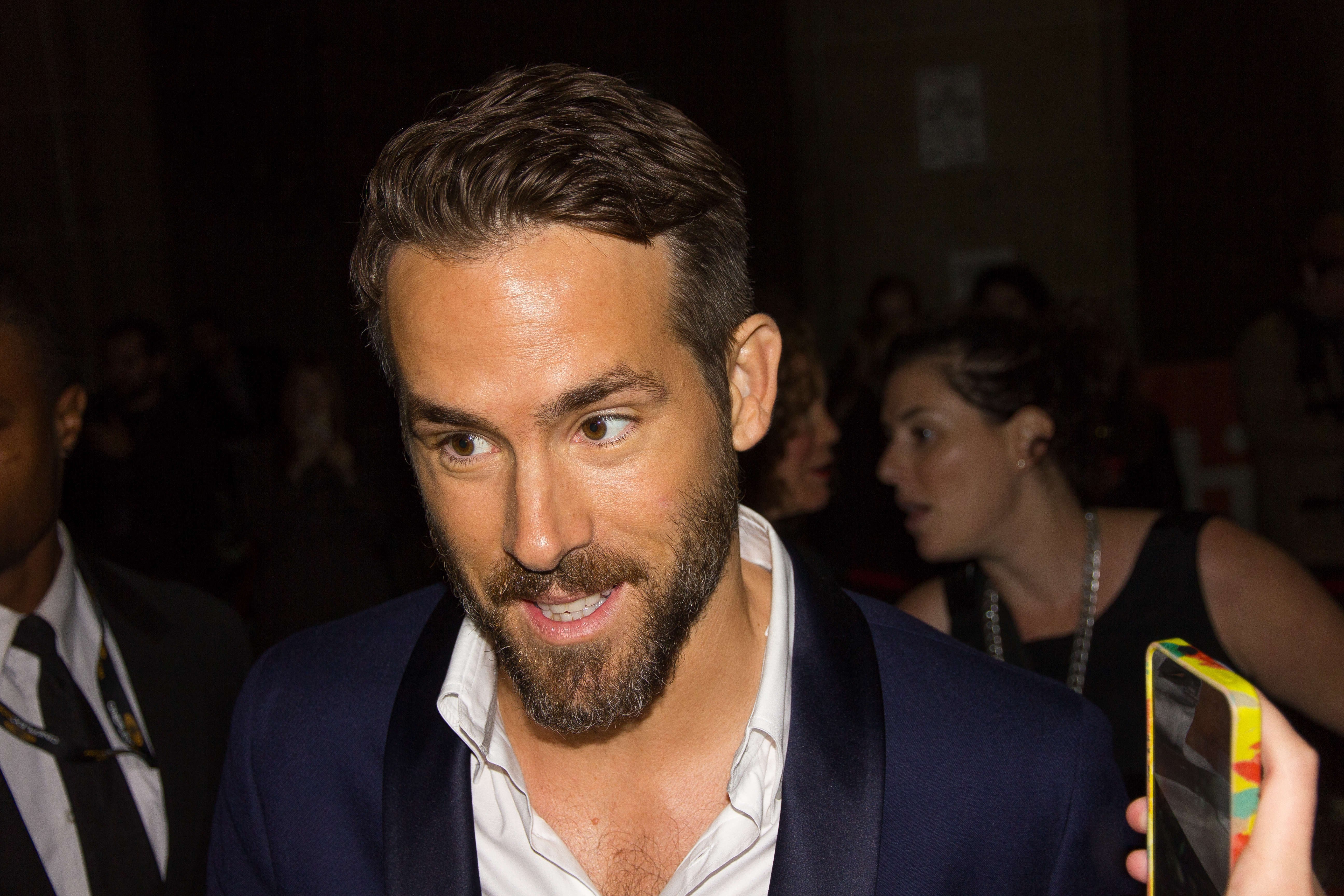
Ryan Reynolds bei der Vorstellung des Films im Rahmen des Toronto International Film Festivals im September 2014

Die Dreharbeiten begannen im April 2013 und fanden im Studio Babelsberg in Potsdam, sowie an verschiedenen Schauplätzen in Berlin und Brandenburg statt. The Voices ist eine Koproduktion zwischen Mandalay Vision, 1984 Private Defense Contractors, Vertigo Entertainment und Studio Babelsberg. Es ist Satrapis zweite Zusammenarbeit mit Babelsberg nach dem von der Kritik gefeierten Film Huhn mit Pflaumen mit Isabella Rossellini. Der Film wurde gefördert vom Deutschen Filmförderfonds (DFFF), vom Medienboard Berlin-Brandenburg und der Filmförderungsanstalt (FFA).
Am 5. März 2014 hat Lions Gate Entertainment die Vermarktungsrechte des Filmes für den US-amerikanischen Markt erworben. Der Film wurde am 6. Februar 2015 per Video-on-Demand und in wenigen ausgewählten Independent-Kinos veröffentlicht. Dabei spielte er am Eröffnungswochenende 5000 USD ein.

## Kritiken
The Voices hat gemischte Kritiken erhalten. Auf Rotten Tomatoes erhielt der Film ein Ergebnis von 74 %, basierend auf 98 Stimmen, mit einer durchschnittlichen Bewertung von 6,6/10. Dabei merken einzelne Kommentare der Seite an, dass „The Voices Ryan Reynolds die Möglichkeit einer Hochleistungsdarstellung bietet – und ein unkonventionelles Vergnügen für die Fans von schwarzen Komödien.“ Metacritic ermittelte einen Metascore von 58/100 basierend auf 24 Kritiken.
Oliver Kaever, Filmkritiker der Zeit, sieht die Exil-Iranerin Marjane Satrapi, die einst für Persepolis gefeiert wurde, mit ihrer Komödie „The Voices“ „schmerzhaft deutlich im Tief ihrer künstlerischen Karriere“. „So bizarr die Geschichte auch klingen mag, so lahm und konturlos, so fürchterlich banal und brav ist der Film geraten“.
Andreas Platthaus von der FAZ bemängelt das Drehbuch, das verantwortlich sei für einen möglicherweisen Karriererückschlag der beiden weiblichen Stars Gemma Arterton und Anna Kendrick. „Das alles hat Marjane Satrapi mit dem Wissen einer Regisseurin inszeniert, die Tricktechnik aus dem Effeff beherrscht. Aber leider beherrscht sie auch die Kunst der Filmfinanzierung, und die besteht in Europa aus einer Grundregel: Am meisten öffentliche Gelder gibt’s in Deutschland. Also ist in Babelsberg und Umgebung gedreht worden, und es hat schon selbst satirischen Charakter, wie mitteldeutsche Wälder und Fabrikanlagen hier als amerikanische Provinz auftreten. Gegen diese völlig missglückten Dekors, in die das Produktionsdesign bisweilen mal ein englischsprachiges Schild hineingepflanzt hat, haben die Schauspieler keine Chance, obwohl sie alle englische Muttersprachler sind.“
Die Redaktion von Cinema vergab hingegen die Höchstwertung und schrieb: „Wer ein Faible für die schrägen Fantasien eines Terry Gilliam oder die surrealen Plotkonstruktionen eines Jean-Pierre Jeunet hat, wird am morbiden Humor von „The Voices“ Gefallen finden.“
Die Fernsehzeitschrift Prisma meinte: „Dank hochklassiger TV-Serien traut man es dem Publikum inzwischen zu, sich mit moralisch ambivalenten Charakteren auseinanderzusetzen. Eine solche Figur wartet in "The Voices" auf die Kinogänger [...] Satrapi beschränkt sich dabei nicht auf den Genrestandard grotesker Morde, sondern leuchtet die tragische Seite ebenso aus wie die komische - blutig geht es dabei trotzdem zu. Hauptdarsteller Ryan Reynolds - oft gescholten - liefert dabei eine One-Man-Show, die nachhaltig in Erinnerung bleibt.“
Der Filmdienst urteilte: „Eine Groteske mit Horrorelementen, die vom komisch-grausigen Gegensatz zwischen der Brutalität des Psychopathen und seiner naiv-unbedarften Weltsicht lebt. Bei allem Anspielungsreichtum der Inszenierung bleibt das augenzwinkernde Spiel mit dem Grauen eine zwiespältige Angelegenheit.“
Die Bewertung des Horrorfilme Portals ist durchweg positiv: „Der Film ist sehr blutig und hat nicht umsonst ein FSK 16 bekommen. Der Film ist zwischen Komödie und Horrorthriller einzuordnen. Sehr tolle Horrorkomödie, die gut geworden ist und nicht für die breite Masse gemacht wurde. Über den Film kann man viel diskutieren aber auch sehr viel Spaß haben. Die Dialoge sind skurril und witzig.“

## Auszeichnungen und Nominierungen
- 2014: L’Etrange Festival, Großer Preis des Festivals und Audience Award.[16]
- 2015: Festival International du Film Fantastique de Gérardmer, „Audience Award“ und „Jury Award“.[17]